# 디나 나
디나 나(Dinah Nah, 1980년 8월 23일 ~ )는 스웨덴의 가수이다.